# Robbie Brady
Robert Brady (Dublín, Irlanda, 14 de enero de 1992) es un futbolista irlandés. Juega de centrocampista en el Preston North End F. C. de la EFL Championship.

## Selección nacional
Ha sido internacional con la selección de fútbol de Irlanda.

## Clubes
| Club                    | País       | Año       |
| ----------------------- | ---------- | --------- |
| Manchester United F. C. | Inglaterra | 2010-2011 |
| Hull City A. F. C.      | Inglaterra | 2011-2015 |
| Norwich City F. C.      | Inglaterra | 2015-2017 |
| Burnley F. C.           | Inglaterra | 2017-2021 |
| AFC Bournemouth         | Inglaterra | 2021-2022 |
| Preston North End F. C. | Inglaterra | 2022-     |